# Сан Чезарео II (Салерно)
Сан Чезарео II је насеље у Италији у округу Салерно, региону Кампанија.
Према процени из 2011. у насељу је живело 28 становника. Насеље се налази на надморској висини од 23 м.